# Sokołowka (Kraj Nadmorski)
Sokołowka (ros. Соколовка) – wieś (sieło) w Rosji, w Kraju Nadmorskim, w rejonie czugujewskim. W 2010 liczyła 1058 mieszkańców.